# Sigismund Ernst von Hohenwart
Sigismund Ernst von Hohenwart (ur. 7 czerwca 1745 w Celje, zm. 22 kwietnia 1825 w Linz) – austriacki duchowny rzymskokatolicki, w latach 1815-1825 biskup Linz.

## Życiorys
Urodzony 7 czerwca 1745 pochodził ze starej szlacheckiej rodziny, jego ojciec Georg Zygmunt Hohenwart był właścicielem ziemskim, jego matką była Maria Aloisia Killau. Święcenia kapłańskie otrzymał 24 czerwca 1768 w archikatedrze Gorycji. 13 stycznia 1809 został mianowany biskupem Linz przez cesarza Franciszka II, jednak papież Pius VII mógł zatwierdzić wybór dopiero 19 grudnia 1814 roku. Sakrę otrzymał 7 maja 1815. Ingres w Linz miał miejsce 15 maja 1815.
Interesował się naukami przyrodniczymi. Podczas swego panowania odwiedził wszystkie czterysta parafii swojej diecezji.
Zmarł 22 kwietnia 1825.